# Ranunculus millii
Ranunculus millii là một loài thực vật có hoa trong họ Mao lương. Loài này được Boiss. & Heldr. miêu tả khoa học đầu tiên năm 1867.